# حريق مقر حركة النهضة 2021
حريق مقر حركة النهضة هو حريق اندلع في 9 ديسمبر 2021 في مقر حركة النهضة الواقع في حي مونبليزير وسط تونس العاصمة. أسفر الحريق عن وفاة شخص وإصابة 18 آخرين من بينهم علي العريض وعبد الكريم الهاروني.

## مسار الأحداث
في بلاغ لوزارة الداخلية أعلنت فيه أنها تلقت إشعارا بنشوب حريق في مقر النهضة على الساعة 14.24 بتوقيت تونس، قامت على إثره وحدات الحماية المدنية (الإطفاء) بالتنقل على عين المكان وعلى رأسهم المدير العام للديوان الوطني للحماية المدنية. 

أعلنت وزارة الداخلية كذلك أن شخصا عمره 51 سنة قد أضرم النار في نفسه في قاعة الانتظار بالطابق السفلي للمقر مما أدى لانتشار النيران في المكان. أكدت حركة النهضة المعلومة وقالت أن الضحية هو أحد مناضليها الذي كان قد أمضى أكثر من 10 سنوات في السجن بسبب انتمائه للحركة قبل الثورة التونسية.

فتحت النيابة العمومية تحقيقا لمعرفة ملابسات الحادث. في 10 ديسمبر، بثت قناة التاسعة فيديو لكاميرا المراقبة يظهر لحظة إضرام الضحية النار في نفسه، الأمر الذي نددت به الحركة خاصة وأن قوات الأمن حجزت ذاكرة كاميرات المراقبة مباشرة على ذمة التحقيق. قررت الهيئة العليا المستقلة للاتصال السمعي البصري إيقاف البرنامج الذي بث مقطع الفيديو لمدة أسبوع، وسحبه من موقع القناة وكل منصاتها الإلكترونية، وإحالة الموضوع على مجلس الهيئة للنظر في عقوبات أخرى بسبب احتوائه على مشاهد صادمة.

## الخسائر
لم يؤدي الحريق إلا لوفاة المتسبب فيه حرقا، بينما قالت وزارة الداخلية أن 16 شخصا تعرضوا للاختناق، بينما تعرض رئيس الحكومة الأسبق ونائب رئيس الحركة علي العريض لعدة كسور وكدمات إثر قفزه من الطابق الثاني هربا من النيران، وكذلك تعرض رئيس مجلس شورى الحركة عبد الكريم الهاروني لحروق متفاوتة إثر نزوله من الطابق الرابع ومروره عبر النيران للخروج من المقر. تم نقل كل المصابين إلى مصحة مونبليزير الواقعة على بعد أمتار من المقر.

## ردود الفعل
قال رئيس حركة النهضة راشد الغنوشي أن المتسبب في الحريق هو ضحية للحملة الإعلامية ضد الحركة التي ما فتئت تبخس نضال منتسبيها وتتهمهم بتلقي تعويضات وهمية عن نضالهم ضد الإستبداد، بينما يعيشون في وضعيات اجتماعية صعبة.

عقد رئيس الجمهورية قيس سعيد مجلسا للأمن القومي للتداول في هاته الحادثة، ولوحظ عليه تغير نبرته نحو الهدوء، خاصة وأنه في مواجهة مباشرة مع أغلب الأحزاب السياسية إثر الأزمة السياسية التونسية 2021.

عبرت عدة أحزاب وشخصيات تونسية عن تضامنها مع حركة النهضة إثر حريق مقرها. كما عبر عدة أجانب عن تضامنهم مثل جماعة العدل والإحسان المغربية.

## مقالات ذات صلة
- الأزمة السياسية التونسية 2021